# Thành cổ Lưỡng Kỳ
Thành cổ Lưỡng Kỳ là tên gọi của di tích còn lại của một kiến trúc quân sự được phát hiện tại thôn Lưỡng Kỳ, xã Thống Nhất, thành phố Hạ Long, tỉnh Quảng Ninh. Theo các nhà nghiên cứu, thành được xây dựng vào thời Nhà Mạc, nhưng cũng có ý kiến thành được xây dựng từ thế kỷ 15 vào thời Nhà Lê.

## Mô tả
Thành tọa lạc trên núi Đá Bia (cao hơn 500m so với mực nước biển) gồm 2 lớp vòng thành, chu vi khoảng 1.000m. Thành có vị trí chiến lược quan trọng, có thể quan sát được toàn bộ khu vực Cửa Lục (Hạ Long), kiểm soát hướng tiến quân từ phương Bắc xuống.
Mặc dù các di tích còn lại mang nhiều nét đặc thù các ngôi thành xây dựng thời Nhà Mạc, tuy nhiên, niên đại xa nhất của thành Lưỡng Kỳ được xác định là có liên quan đến cuộc kháng chiến chống quân Minh của tướng quân Lê Ngã vào đầu thế kỷ XV.